# Robert Picqué
Pour les articles homonymes, voir Picqué.
Robert Picqué, né à Paris le 15 décembre 1877 et mort à Marcheprime le 2 juin 1927, est un médecin militaire français.

## Biographie
Robert Picqué naît en 1877 à Paris et y fait ses études secondaires. En 1895 il entre à l’École du service de santé militaire de Lyon où il reste 4 ans. Devenu médecin, il entre à l’École d'application du service de santé militaire au Val-de-Grâce. Il est ensuite affecté dans une unité à Versailles. Il est agrégé de chirurgie du Val-de-Grâce en 1906.
En 1913, il publie un Traité pratique d’anatomie chirurgicale et de médecine opératoire. Cette même année, après avoir obtenu un doctorat ès sciences et l’agrégation d'anatomie et d'embryologie des facultés de médecine, il est nommé à Bordeaux où il enseigne l’anatomie et, en même temps prend la charge d’un service hospitalier de chirurgie à l’hôpital militaire Saint Nicolas.
Pendant la Première Guerre mondiale, bien qu’inapte à faire campagne pour raison de santé, il obtient d’être affecté dans des postes chirurgicaux avancés. Le plus célèbre est celui de Beaurieux petit village à l’extrême Est du Chemin des Dames.
Après la guerre il reprend ses fonctions professorales et la direction d’un service de chirurgie à l’hôpital de Talence.
Recevant des blessés ayant souffert de longs délais de transport, il propose de les évacuer en avion comme cela se pratiquait au Maroc et au Levant. Le général de l'air Félix Marie commandant le centre de Cazaux lui fait affecter 2 avions, et lui adjoint un sous-officier pilote, Goegel, qui ne le quittera plus. Lui-même devient officier observateur et reçoit un carnet de vol.
Afin de mettre en place un réseau d’évacuation sanitaire aérienne, il recense les terrains d’atterrissage possibles dans les 5 départements de la 18e région militaire (Basses-Pyrénées, Hautes-Pyrénées, Gironde, Landes, Charente-Maritime). Remarquable propagandiste, il participe à la plupart des congrès nationaux et internationaux, tant en Europe occidentale qu'au Canada et aux États-Unis. Donnant l'exemple, il pratique lui-même de nombreuses évacuations sanitaires.
Le 1er juin 1927, il quitte Talence pour se rendre à Cazaux. Sur le retour, son avion est pris dans le mauvais temps et son moteur prend feu. Il est obligé de sortir de l'habitacle mais à cause d'une maladie neurologique chronique, il n'arrive pas à se retenir et tombe de l'avion au-dessus d'un bois près de la commune de Marcheprime,.

## Distinctions
- Officier de la Légion d'honneur,
- Professeur agrégé du Val-de-Grâce,
- Professeur d'anatomie à la faculté mixte de Médecine et de Pharmacie de Bordeaux,
- Membre correspondant de la Société de chirurgie de Paris

## Hommages
- Une plaque commémorative est érigée dans le cloître du Val-de-Grâce ainsi qu'une stèle sur les lieux de l’accident.

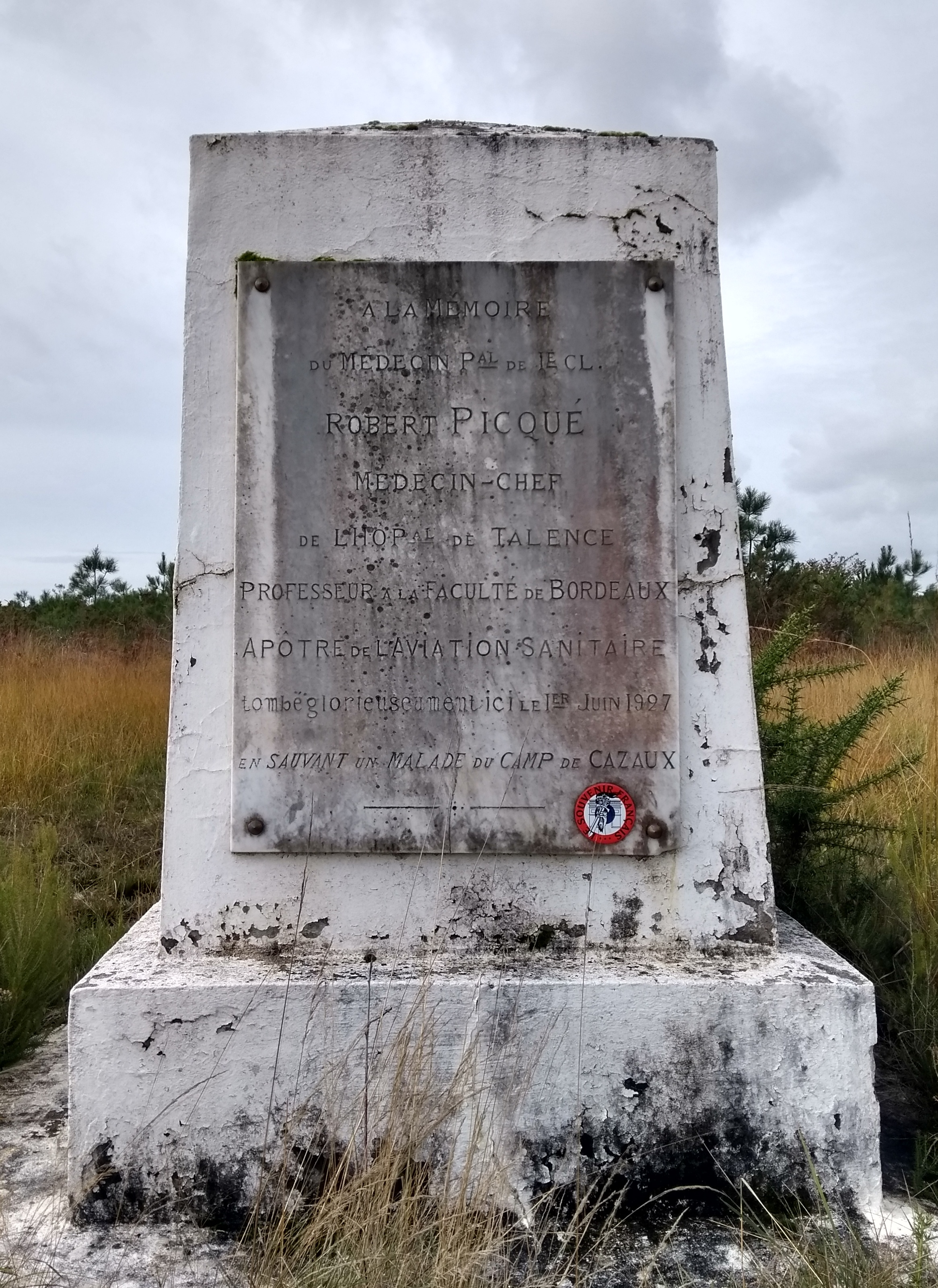
Stèle à Marcheprime

- Son nom a été donné à l'hôpital d'instruction des armées situé à Villenave d'Ornon[3].